# 28682 Newhams
28682 Newhams è un asteroide della fascia principale. Scoperto nel 2000, presenta un'orbita caratterizzata da un semiasse maggiore pari a 2,6071551 UA e da un'eccentricità di 0,0447793, inclinata di 4,32599° rispetto all'eclittica.